# Франгадес
Франгадес (на гръцки: Φραγκάδες) е село в Северозападна Гърция, дем Загори, област Епир. 

## Личности
Родени във Франгадес
- Кирияк Константину (Кириази), гръцки зограф, изписал в 1837 година църквата „Свети Никола“ в Райово[1] и в 1839 година „Покров Богородичен“ в Самоков,[2] а също и притвора на „Свети Никола“ в Широки дол[3]